# 徐鏞 (成化進士)
徐鏞（1444年—1499年），字用和，湖廣武昌府興國州人，軍籍。明朝政治人物。進士出身。

## 生平
湖廣鄉試第十九名。成化五年（1469年）進士，授行人司行人，十一年二月擢升試御史，十二年四月實授山東道御史，提督通州等仓，十六年巡按福建，二十年正月以地震上言忤旨，謫陕西鎮原知縣，改临潼县。以大学士刘吉举荐，弘治元年（1488年）正月擢知直隸淮安府，皆有善政。七年五月升广西布政司右参政，十年十二月升河南右布政使，十一年十月进左布政使，十二年三月升都察院右副都御史、总督漕运兼巡抚凤阳等府，八月卒。

## 家族
曾祖父徐宗一。祖父徐友貴。父亲徐政，曾任承事郎。